# Хасэгава, Тосихиро
Тосихиро Хасэгава (яп. 長谷川敏裕, род. 24 августа 1996) — японский борец вольного стиля, бронзовый призёр чемпионата мира 2021 года, чемпион Азиатских игр, призёр чемпионата Азии 2018 года.

## Биография
Родился в 1996 году. С 2013 года выступает на международных соревнованиях. На первом своём юниорском чемпионате мира в 2013 году завоевал бронзовую медаль.
В 2018 году на чемпионате Азии по борье, который состоялся в Бишкеке, в весовой категории до 57 кг стал обладателем бронзовой медали турнира. В этом же году в категории до 57 кг, стал чемпионом мира среди спортсменов не старше 23-х лет, на турнире, который проходил в Бухаресте.
На чемпионате мира 2021 года, который проходил в столице Норвегии Осло, в весовой категории до 61 кг завоевал бронзовую медаль победив в поединке за третье место спортсмена из Монголии.
6 октября 2023 года завоевал золото Азиатских игр в Ханчжоу в весовой категории до 57 кг.